# André Dauthuille
Pour les articles homonymes, voir Dauthuille.
 (aout 2016).
André Dauthuille, né le 5 février 1918 à Saint-Pol-sur-Ternoise, mort à Arras le 7 mars 1999 , est un peintre figuratif français.

## Biographie
André Dauthuille pratique le dessin depuis l'âge de six ans. Autodidacte, il a élaboré sa propre technique en s'inspirant principalement de la nature, mettant en valeur l'atmosphère brumeuse des paysages de la campagne flamande.
Sa production est très importante (toiles, fusains et aquarelles) dont de nombreuses œuvres ont été exposées et distinguées dans le monde[réf. nécessaire].
Il a vécu à Arras où il a exercé la profession de dessinateur industriel en charpente et menuiserie mécaniques aux Usines Saint-Sauveur.
C'est en 1949 qu'il commença à peindre et à s'essayer au dessin artistique pour ensuite faire ses premières expositions dans sa ville C'est à partir de 1956 qu'il partage avec son ami artiste peintre Omer Boniface les galeries de l'Artois et du Ternois où il se présente, ceci pendant de nombreuses années. Il figure dans le catalogue officiel de la Société des Artistes Français de 1957.
Il est également sociétaire du salon des Artistes Associés et celui des Artistes Indépendants.
Il est le père de l'écrivain Kathy Dauthuille.

## L'artiste
Parmi ses sujets de prédilection, on trouve des paysages, mariant l'arbre, le ciel et l'eau. Il fit des aquarelles aux arbres tordus et effeuillés et des ciels sombres. Ce qui caractérise ses aquarelles, c'est le dessin aux traits appuyés, accusant en puissance les contrastes surtout dans les paysages On peut dire qu'il était un "Peintre d'atmosphère". A la fin de sa vie, ses toiles se sont approchées d'un figuratif plus mystique. On note un éclairage et une recherche de l'harmonie des couleurs. Il peignit aussi quelques natures mortes et des portraits. À cela s'ajoutent des croquis élaborés lors de ses promenades dans les villages et de nombreux dessins, comme à Vézelay.,
Figure dans l'Annuaire International des Beaux Arts, "Peintre et dessinateur de compositions et de paysages", Berlin, Ed. 1985-1986[Interprétation personnelle ?].
Son désir était d'exprimer le mystère des choses et laisser le spectateur dans une sorte de surprise nostalgique en l'isolant du monde.

## Distinctions et prix
- Académicien à Rome[14]
- Palme d'Or – Hors Concours, Académie d'Italie[15]
- Grand Finaliste du 9e Prix International de Deauville, 1958[16]
- Grand Prix International du Paysage, Deauville, 1960[17]
- Critique d'art de la revue « Signatures » de 1962 à 1965[18],[19]
- Membre de l'Académie internationale des Sciences, Lettres et Arts « Léonard de Vinci » à Rome, 1966[20]
- 3e Prix de "Paysage" au Grand Prix de Pâques, Hôtel "Splendid" de Nice, 1968[21]
- Salons officiels à Paris[22]
- Multiples expositions en Europe et sur le continent américain[23]
- Diplôme d'honneur avec médaille d'or au titre de la défense de l'art et de la culture européenne délivré par l'Institut européen de culture populaire
- Inscrit au Bénézit[24]
- Inscrit à l'Annuaire International des Beaux Arts Berlin Édition 1985-1986[25]
- Coté à l'argus des peintres, p. 10 de la section "Figuratifs actuels" de l'Argus des peintres vivants, juillet 1961
- Professeur Honoris Causa de l'Université américaine d'études humanistes, 1990[26]

## Expositions
- Biennales de Menton[27],[28],
- Divers salons à Paris[29]

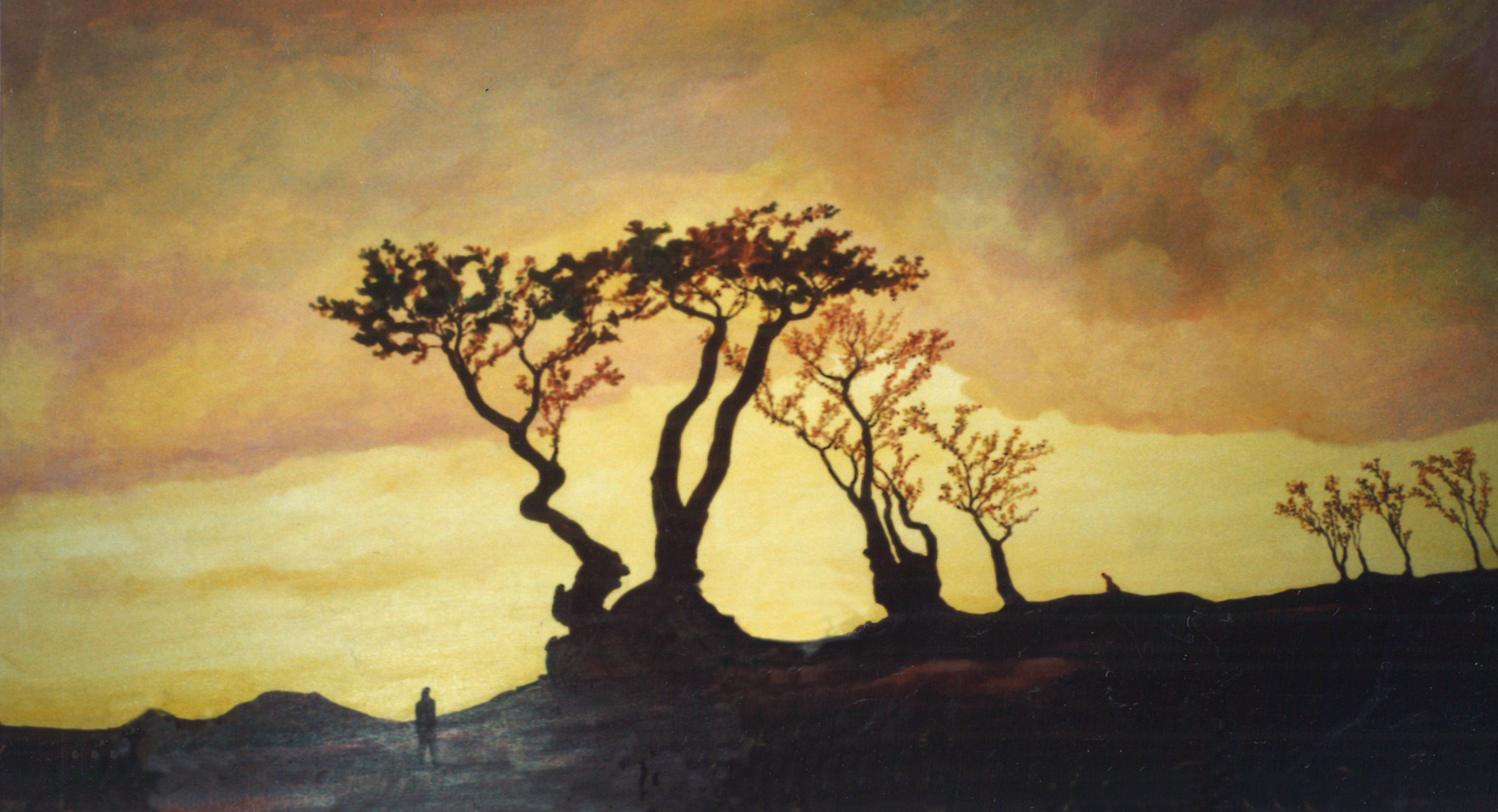
Evocation d'une ambiance

- Salon des Floralies Internationales à Lille, 1952[30]
- Salon des provinces françaises à Nice, 1955[31]
- Salon régional des Provinces Françaises à Dijon, Vincennes et Rouen, 1954[32]
- Salon de mai à Lyon, 1956[33]
- Salon "Rythmes et Couleurs" à Poitiers, 1965 et 1966[30]
- Salon de la Ville de Cannes, 1967[30]
- De nombreuses expositions dans les galeries du Nord-Pas-de-Calais[5]
- À l'étranger (Barcelone, Tunis[34], Bruxelles, Baden-Baden, Herten, Buenos Aires, Lima, Bogota, Cali, Maracaïbo, Panama, Mexico, New York, Montréal)[35],[36]
- Expositions particulières dans le Pas-de-Calais dont une à Arras sous le patronage du député-maire Guy Mollet qui est venu lui rendre visite en novembre 1969 à l'Hôtel du Commerce[37]
- Hôtel de l'Univers à Arras, 1984[38]
- Les dernières expositions seront au musée de Saint-Pol-sur-Ternoise (sa ville natale) en juillet-août 1990[39] et une rétrospective à la salle Montesquieu de Dainville en septembre 1997[40].

## Expositions télévisées
- Arras, 1961[41]
- Nœux-les-Mines, 1967[42]

## Carte postale
Photo de la peinture à l'huile sur bois « Image d'une pensée », 1967, 73 × 54 cm fait partie de la Collection de cartes postales « Les Artistes et Maîtres du XXe siècle », publiée par les Éditions Arts et Images du Monde, Paris.

## Œuvres
Pour visualiser les photos des œuvres mentionnées, se diriger vers l'exposition virtuelle 

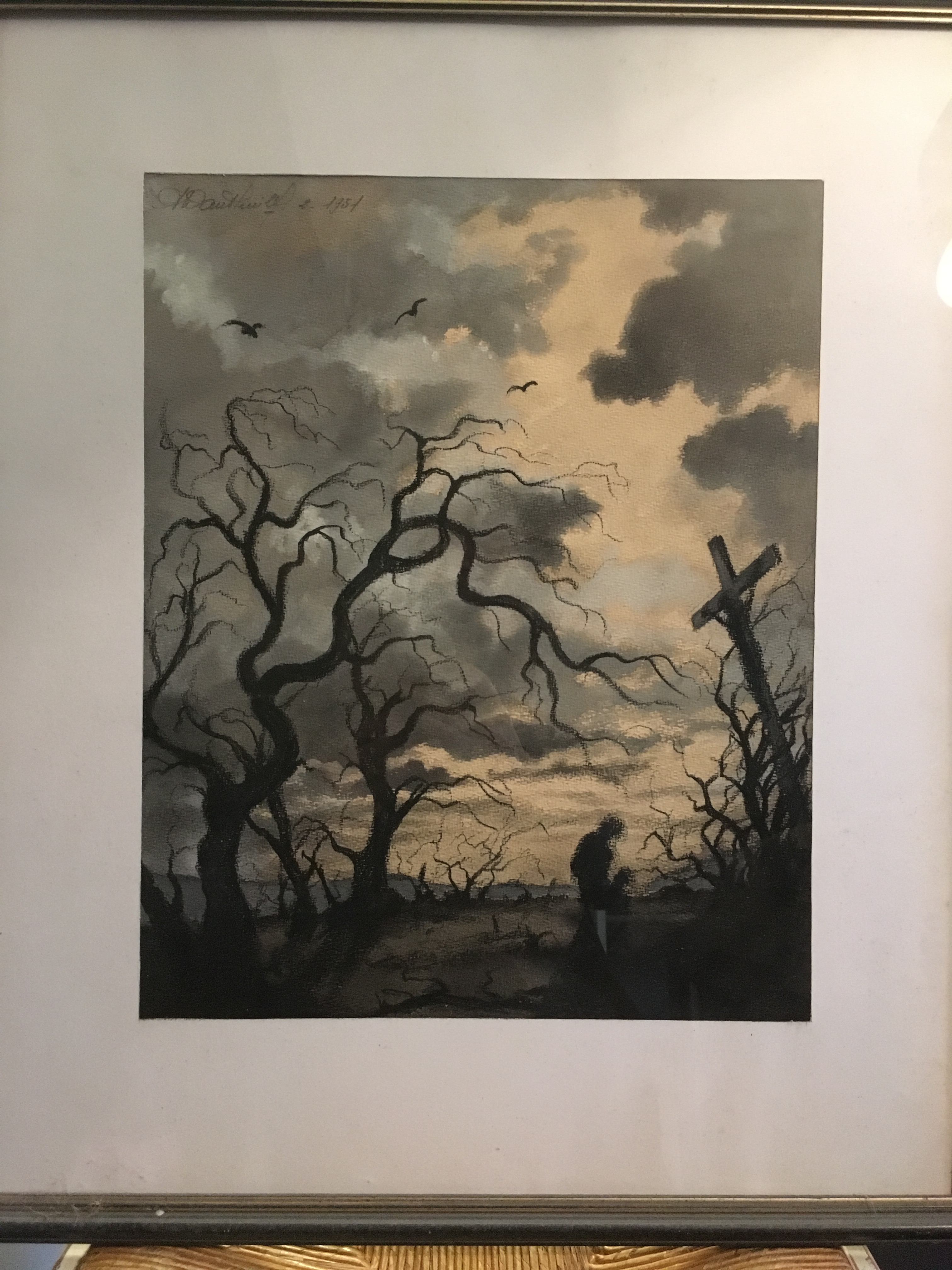
Audience de la misère - Grand finaliste du festival international de Deauville, 1954

- Activité nocturne, gouache et conté, photo[43]
- Amazone, aquarelle, photo
- Ambiance d'un songe[44]
- Ambiance nocturne, photo[45]
- Aquarelle, 44,5 cm x 52,5 cm
- Arbre au vent, 55 cm x 72 cm, photo
- Arbres, aquarelle, 34 cm x 47 cm, 1967, photo
- Arbres à Valhuon, aquarelle
- Arcades d'Annecy, dessin, 1951
- Atmosphère de Flandre,  aquarelle et conté, 1950, photo[46],
- Atmosphère nocturne (composition d'après une vieille rue de Paris), gouache, 1951, photo
- Autoportrait, 1952
- Auvergne, aquarelle[47]
- Avion de guerre, peinture[48]
- Banyuls-sur-Mer (escalier), fusain, 24 cm x 31 cm, photo
- Basilique de Vézelay[49]
- Bord d'étang
- Bouquet, peinture sur bois, 54 cm x 67 cm, photo[50]
- Bouquets champêtres, peinture[51]
- Bun, aquarelle
- Caramulo (Portugal), fusain, 25 cm x 32 cm, photo
- Chapelle dans les Pyrénées
- Chapelle des 10000 martyrs, aquarelle, photo
- Chaumière de Charbonnières-les-Vieilles, fusain, 20 cm x 27 cm, photo
- Clamecy, août 1958, fusain, 24 cm x 21 cm, photo
- Coucher de soleil sur la neige
- Église d'Opme, aquarelle, 1958
- Église de Saint-Laurent-les-Arras, aquarelle
- Église de Saint-Michel-sur-Ternoise
- En Camargue, aquarelle
- Engrais d'Auby à Feuchy
- En passant par les Ardres, 1961
- Étude d'après le film (Europe 51),
- Évocation d'une ambiance] (de nombreuses toiles lors de sa dernière période sont intitulées ainsi)[52] Une avec des arbres tordus sur fond d'eau verte, 65 cm x64 cm, photo
- Évocation d'une ambiance no 15, huile sur bois, 68,5 cm x 90 cm, photo
- Évocation d'une ambiance, huile sur toile, 47,5 x 57 cm, photo
- Fin de semaine[53]
- Fossé de Dieppe[54]
- Haie d'arbres sous un ciel mauve
- Hantise de l'araignée, 1951[55]

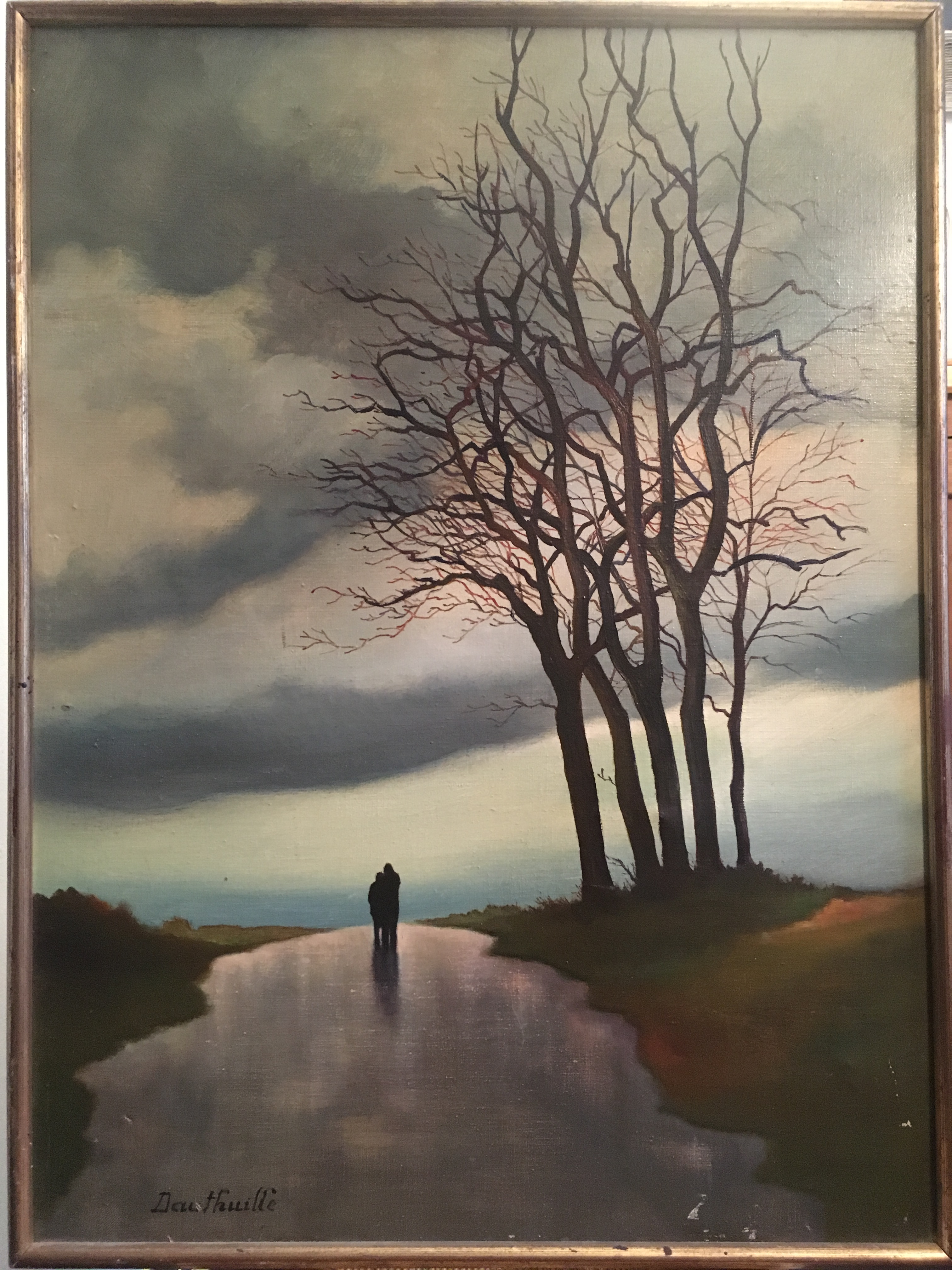
Image d'une pensée - Huile sur toile

- Image d'une pensée - Huile sur toileImage d'une pensée, peinture à l'huile, 1967, 56 cm x 75 cm, reproduite en carte postale, photo[56]
- Impressions sur Arras, gouache, 1951, photo
- Jour de grève, peinture, photo[57]
- Jour de tristesse
- L'aigle, aquarelle, 25 cm x 30, photo
- L'arbre
- L'arbre insolite, peinture, photo
- L'audience de la misère, gouache, 50 cm x 60 cm, Grand Prix de Deauville en 1954, sur 1029 envois, photo[58],[59]
- L'église de Blangy-sur-Ternoise
- L'église de Cormont, crayon, 21 cm x 27 cm, photo
- L'église de Saint-Yvoine, fusain, 20 cm x 27 cm, photo
- L'emprise du silence, peinture ou L'empire du silence, composition, photo[60]

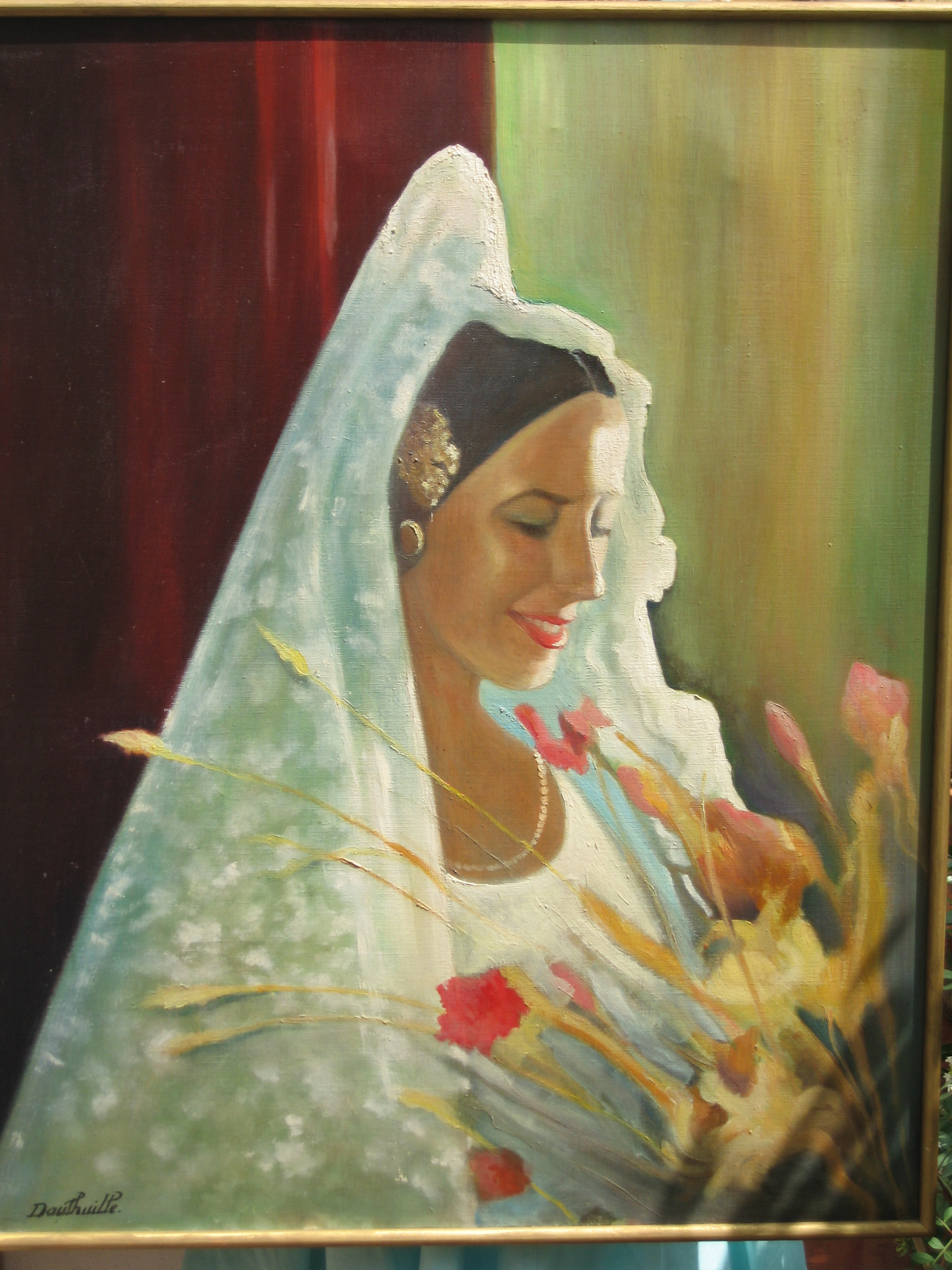
André Dauthuille, L'Espagnole

- L'Espagnole (portrait de sa fille Kathy) peinture, 66 cm X 82 cm, tableau édité dans l'annuaire international des Beaux Arts de Berlin 1985-1986, photo
- L'éternel sujet, peinture sur bois, 1984, 81 cm x 99 cm, photo
- L'homme au cigare, peinture, photo[61],
- L'oppression du silence, peinture
- L'usine dans la vallée
- La basilique de Vézelay, aquarelle
- La chapelle de la Madeleine de Saint-Pol-sur-Ternoise
- La femme aux bulles, peinture, tableau édité dans l'annuaire international des Beaux Arts de Berlin 1985-1986, photo
- La dame de carreau, peinture
- La dame de pique, peinture
- La dame de trèfle, peinture, 66 cm x 81 cm, photo
- La dame de cœur ou (La femme idéale) ou (La femme rousse), peinture, 54 cm x 73 cmphoto
- La grave (Hautes Alpes), 1952
- La Lozère, pays de légendes
- La maison des Colombes à Vézelay
- La maison isolée, toile[62], photo[63]
- La péniche, 1961
- La Pierre Perthuis, fusain, 1958, photo
- La place de la Préfecture (Arras), photo[64]
- La porte du château de Lucheux, 25 cm x 32 cm, photo
- La rive morte
- La rue vide, peinture, composition, photo[65]
- La sterne (oiseau), peinture, 67 cm x 56 cm[66],photo photo du peintre avec le tableau
- La Tour Carrée d'Annecy, aquarelle, 1951
- La tour de Montdejeu à Arras, photo[67]
- La vieille maison de Montreuil-sur-Mer
- La Voulte-sur-Rhône, aquarelle[68]
- Lac du Bourget, 1952
- Le calvaire, peinture, 1955, photo[69]
- Le bouquet de lilas, peinture
- Le chemin blanc, 1961
- Le gardian ou Le cavalier, 1961, 44,5 cm x 52,3 cm, photo
- Le grand espace, huile sur bois, 99 c x 80 cm, photo
- Le mur blanc, peinture, photo
- Le passage du chariot, peinture
- Le passage du condor, peinture[70],[71], photo
- Le poids de l'ombre, huile sur bois, 65 cm x 50 cm, photo
- Le solitaire, peinture[54], photo
- Le sujet éternel
- Le toit vert, peinture[54]
- Les arbres nus, peinture à l'huile[60], photo
- Les deux cyprès, peinture sur bois, 55 cm x 38 cm
- Les Gorges du Tarn, peinture, photo[72]
- Les invités de l'ombre, peinture, 1952, composition, photo[73]
- Les mouettes, peinture, photo
- Les nomades, aquarelle
- Les rochers noirs, peinture[74]

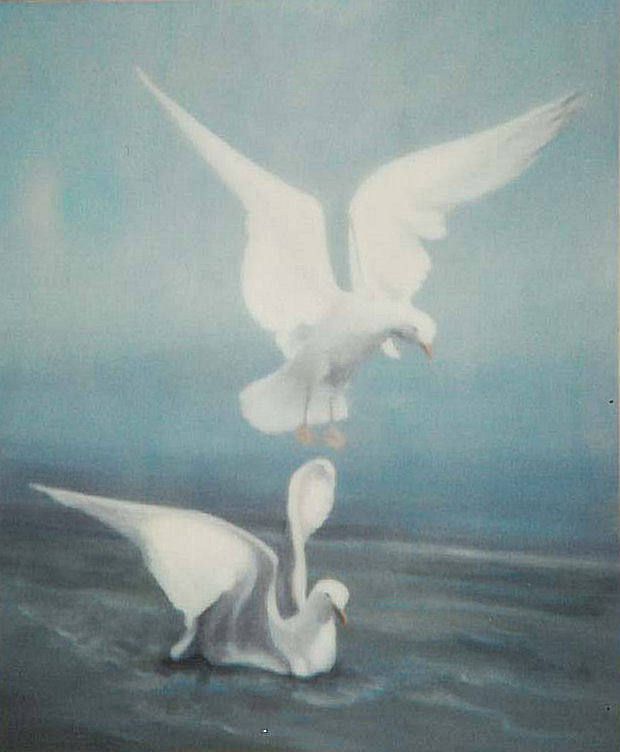
André Dauthuille, Les mouettes

- Ligne de saules, aquarelle, 57 cm x 38 cm, photo
- Lumières de nuit
- Lumières sur la grève, peinture, 1961
- Lune rousse, 1952[73]
- Massif de la Meije[75],
- Maison de la Madeleine, aquarelle, photo[76]
- Maison des Colombo[49]
- Marine, peinture, photo
- Modeste présence d'un calvaire
- Monastère de la Grande Chartreuse[68]
- Montreui-sur-Mer, fusain, 1957, 20 cm x 27 cm, photo
- Moulin de Daudet, aquarelle
- Nasbinals, aquarelle, 1959, photo
- Nature morte à la poupée, peinture, photo[77]
- Nature morte aux bouteilles, peinture[78], photo
- Nature morte aux soucis
- Olivier au Puig-del-Mas, fusain, 1957, 24 cm x 31 cm, photo
- Paysage (de nombreuses toiles sont intitulées ainsi)
- Paysage aux arbres nus, photo
- Paysage d'atmosphère
- Paysage d'Opme[68]
- Paysage de l'Yonne[79]
- Paysage de Montreuil, peinture, 1951
- Paysage du Nord[80]
- Paysage du Ternois, 63 cm x 52 cm, peinture qui voyagea dans divers pays d'Amérique et qui eut un Prix à Nice[81] photo
- Place d'Arras[82], photo
- Place d'Asquin (Yonne), fusain, août 1958, photo
- Place de l'ancien rivage, gouache, 1951[83]
- Porte de la Citadelle (Montreuil), peinture, 1951, photo
- Porte de la Tour-Neuve, aquarelle[84]
- Prélude à l'orage, aquarelle, photo
- Puig-del-Mas, (maison), fusain, 1957, 24 cm x 31 cm, photo
- Puig-del-Mas, (imposante maison), 1957, fusain, 24 cm x 31 cm, photo
- Puig-del-Mas, (rue avec personnes assises), fusain, 1957, 24 cm x 31 cm, photo
- Puig-del-Mas, (rue descendante), fusain, 1957, 24 cm x 31 cm, photo
- Puig-del-Mas, (rue montante), fusain, 1957, 24 cm x 31 cm, photo
- Rochers du Saussois, peinture
- Rue de la Fleur de lys[49]
- Rue d'Annecy, aquarelle, 1951
- Rue de Rouen
- Rue de village
- Rue Doncre à Arras, aquarelle, 1951
- Rue du Bloc à Arras[68]
- Rue du Nord, (composition) dessin[80]
- Rue montante de Vézelay[49]
- Rue Saint-Pierre, aquarelle[84]
- Ruines au Puig-del-Mas, fusain, 24 cm x 31 cm, photo
- Rumilly[68]
- Salledes, fusain[68],13 cm x 16 cm, photo
- Sortie de village, peinture
- Sous-bois, aquarelle, 44, 5 cm x 35, 5 cm, photo
- Sur la Grand Place d'Arras, 1952, photo
- Sur la Petite Place, aquarelle
- Sur la rive morte, 1961

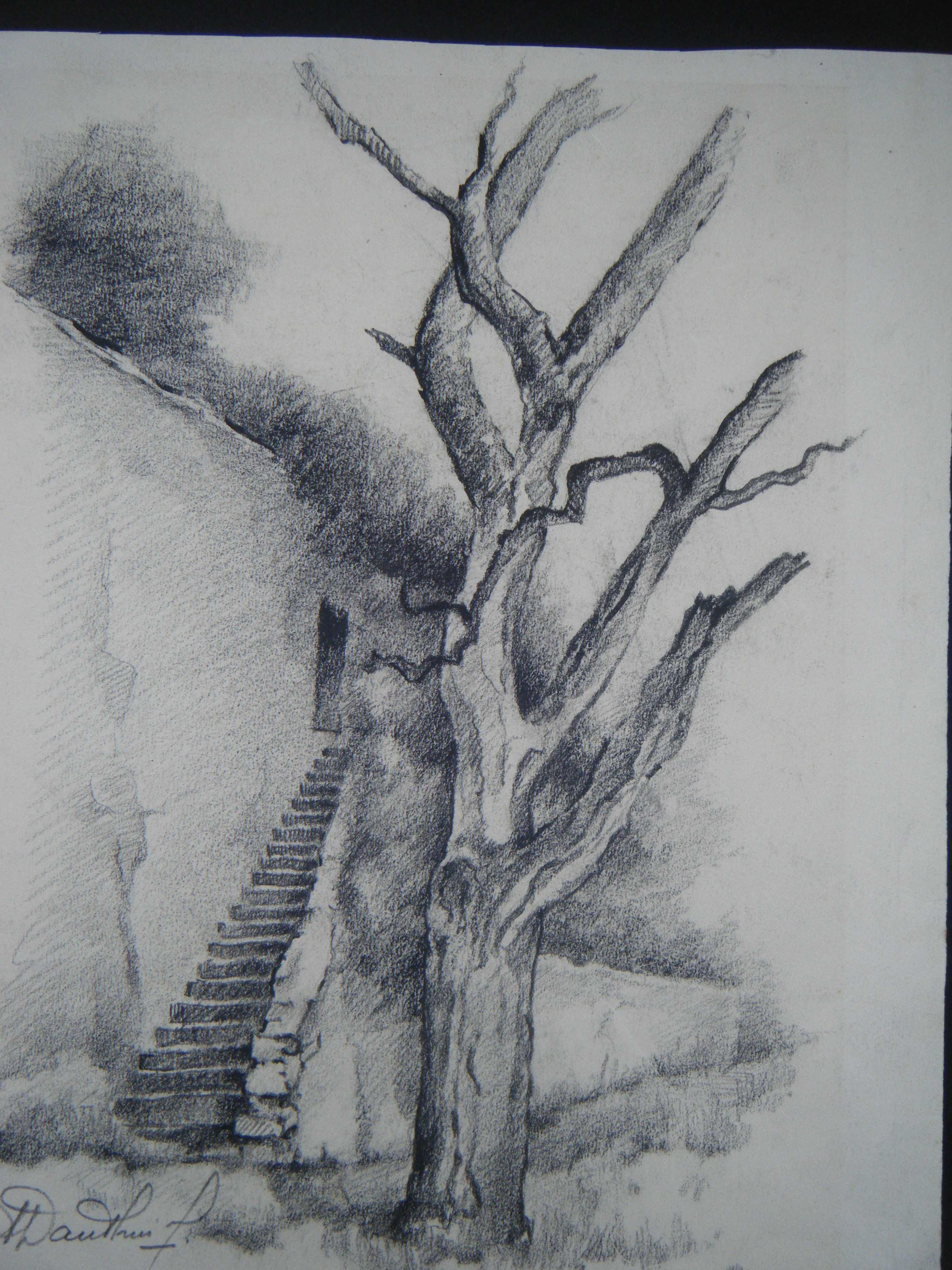
Sur les remparts de Vézelay, second grand prix international, Deauville 1960

Sur les remparts de Vézelay, fusain, 24 cm x 31 cm, second Grand Prix international de paysages, Deauville, 1960, photo
- Tant que durera la Terre, peinture, 1961, photo[86]
- Temps d'orage, huile sur toile, 46 cm x 55 cm, photo[87]
- Tour à Saint-Laurent-du-Pont
- Usines, peinture, composition[88], photo
- Usines, aquarelle et conté, photo
- Usine de Feuchy, aquarelle, photo
- Vague, peinture, 1956, photo[89],
- Vapeurs et fumées, peinture, composition, photo[90]
- Vieille rue[91]
- Vieille tour à Arras, gouache, 1951[68]
- Vieilles maisons à Aix-les-Bains, gouache, 1951
- Vieilles maisons à Montreuil-sur-Mer[49]
- Vieille rue sous la neige, 1952
- Visage d'enfant, dessin, 1953, photo[92]
- Vue d'une ville du nord, peinture sur toile, 54 cm x 37 cm, 1951
- On trouve plusieurs peintures représentant des couples ; un avec un fond bleu, un avec un sous-bois doré, un sur une route grise, un sur une route avec un ciel grenat foncé.

## Documents relatifs à André Dauthuille
- Dessin caricature le représentant, fait par Jacques Hannebique, 1960
- Poème « L'arbre insolite » de André Rogez (Rosati), 16/12/81
- Poème de Émile Poiteau (Rosati), 1961
- Articles dans le journal La Voix du Nord par Achille Pichon (journaliste)
- Articles dans Nord Matin, Libre Artois, L'Avenir de l'Artois, Le Courrier picard, La Croix de Picardie, La Croix du Nord et du Pas-de-Calais ,  Le Courrier du Valenciennois , Liberté, L'Aisne Nouvelle, Le journal du Centre, Sud Ouest , Nice-Matin , La Dépêche du Midi , Éclair-Pyrénées, Le Méridional,  La Marseillaise, Le Provençal, Le Dauphiné Libéré, Le Comtadin
- Page dans Nord France Semaine du Monde, novembre 1955
- Sociétaire du Salon des Artistes Français et du Salon des Indépendants à Paris dans L'Avenir de l'Artois, décembre 1957[93]
- Critiques dans la revue Signatures et dans L'Art Septentrional contemporain, référencé dans International Arts Guild[94]*REPERTORIUM ARTIS" Palais de la Scala MONTE-CARLO, 1966
- Référencé dans askart